# وارک-آن-تاین
وارک-آن-تاین (به انگلیسی: Wark on Tyne) یک روستا در بریتانیا است که در نورث‌آمبرلند واقع شده‌است. وارک-آن-تاین ۷۴۱ نفر جمعیت دارد.